# Mastigostyla spathacea
Mastigostyla spathacea là một loài thực vật có hoa trong họ Diên vĩ. Loài này được (Griseb.) Ravenna miêu tả khoa học đầu tiên năm 1965.